# Alfio Caltabiano
Alfio Caltabiano (* 17. Juli 1932 in Pistoia; † 19. Juli 2007 in Rom) war ein italienischer Stuntman, Schauspieler und Regisseur.

## Leben
Caltabiano verdiente sich seinen Lebensunterhalt zunächst als Boxer und Krimiautor, bevor er als Stunt-Double für Charlton Heston in Ben Hur zum Film gelangte, wo er zunächst als Stuntman und Waffenmeister, aber auch in Nebenrollen als Schauspieler und schließlich als Drehbuchautor und Regisseur im Genrekino erfolgreich war. Nach Beendigung seiner Filmkarriere widmete er sich dem Ausbau und der Vermarktung der Villa Monte d'oro in der Umgebung von Rom.
Caltabiano war seit 1964 verheiratet und hat eine Tochter.
Als Pseudonyme benutzte er Alf Randal, Alf Thunder und Al Northon.

## Filmografie (Auswahl)
Regisseur
- 1967: Rocco – der Einzelgänger von Alamo (Ballata per un pistolero)
- 1968: Hölle vor dem Tod (Comandamenti per un gangster)
- 1969: Fünf tolle Hunde (Cinque figli di cane)
- 1970: Robin Hood und die Dämonen des Satans (Una spada per Brando)
- 1972: Dein Wille geschehe, Amigo (Così sia) (& Darsteller)
- 1973: Mamma mia è arrivato Così Sia (& Darsteller)
- 1973: Tutti figli di mammasantissima

Schauspieler
- 1960: Die Furchtlosen von Parma (La strada dei giganti)
- 1960: Messalina (Messalina Venere imperatrice)
- 1961: Der Koloß von Rhodos (Il colosso di Rodi)
- 1962: Die gewaltigen Sieben (Maciste il gladiatore più forte del mondo)
- 1963: Kali Yug, 2. Teil: Aufruhr in Indien (Il mistero del tempio indiano)
- 1963: Der Stärkste unter der Sonne (Maciste l'eroe più grande del mondo)
- 1965: Colorado Charlie
- 1965: Herr Major, zwei Flaschen melden sich zur Stelle (I due sergenti del generale Custer)
- 1965: Die Rückkehr des Gefürchteten (Erik il vichingo)
- 1966: Raumkreuzer Hydra – Duell im All (2 + 5: missione Hydra)
- 1966: Die unglaublichen Abenteuer des hochwohllöblichen Ritters Branca Leone (L'armata Brancaleone)
- 1968: Für ein paar Leichen mehr (Sonora)
- 1976: Keoma – Das Lied des Todes (Keoma)
- 1977: Der Mann aus Virginia (California)

## Veröffentlichung
- 2009: Luigia Miniucchi: Alfio Caltabiano. Le due vite del mitico maestro d’armi raccontate da chi lo conosceva bene. Rom 2009, 127 S., mit DVD.